# Multifonction convexe
En mathématiques, une multifonction convexe est une multifonction entre espaces vectoriels réels dont le graphe est convexe.

## Définition
Soient {\displaystyle X} et {\displaystyle Y} deux espaces vectoriels réels. On dit qu'une multifonction {\displaystyle F:X\multimap Y} est une multifonction convexe si son graphe {\displaystyle {\mathcal {G}}(F):=\{(x,y)\in X\times Y:y\in F(x)\}} est convexe dans l'espace vectoriel produit {\displaystyle X\times Y.} Il revient au même de dire que, pour tout {\displaystyle (x_{0},x_{1})\in X^{2}} et tout {\displaystyle t\in [0,1]}, on a
Quelques remarques
- Une multifonction convexe univoque est une fonction affine.
- Si {\displaystyle f:X\to \mathbb {R} \cup \{+\infty \}} est une fonction convexe, {\displaystyle f} n'est en général pas une multifonction convexe, mais la multifonction {\displaystyle x\mapsto {[f(x),+\infty [}\subset \mathbb {R} } est convexe (son graphe est l'épigraphe de {\displaystyle f}).

## Propriété immédiate
- Si {\displaystyle F:X\multimap Y} est une multifonction convexe et si {\displaystyle C} est convexe dans {\displaystyle X}, alors {\displaystyle F(C)} est convexe dans {\displaystyle Y} (car {\displaystyle F(C)} est la projection sur {\displaystyle Y} du convexe {\displaystyle {\mathcal {G}}(F)\cap (C\times Y)} de {\displaystyle X\times Y}).

## Annexe